# Управління переходом
У фінансовому відношенні управління переходом — це послуга, яку зазвичай пропонують установи, що продають, для того, щоб допомогти компаніям, які купують біржі, переходити портфель цінних паперів. Різні події, включаючи придбання та зміни в управлінні, можуть викликати необхідність переходу портфеля. Типовим прикладом може бути взаємний фонд, який вирішив об'єднати два фонди в один великий фонд. При цьому необхідно буде купувати і продавати велику кількість цінних паперів. Іншою частою подією є фірма, яка бажає ліквідувати великий портфель. Процес цього може бути дуже дорогим. Витрати включають комісійні, ринкові наслідки, спреди пропонування пропозицій і альтернативні витрати. 
Фірма, яка прагне до переходу портфеля, часто шукає зовнішню фірму для здійснення переходу. Менеджери з перехідного періоду, як правило, здатні переходити портфель за нижчою ціною, ніж фірма може досягти внутрішньо. Компанії, що пропонують управління переходом, також можуть підвищити цінність, допомагаючи планувати перехід, керувати ризиками під час переходу та генерувати звіти після переходу. Такі компанії часто називають перехідними компаніями.
Менеджери з перехідного періоду мають ряд методів, які допомагають переходу портфеля. Зазвичай вони безпосередньо пов'язані з кількома ринками або центрами ліквідності. Вони можуть виконувати замовлення, використовуючи алгоритмічну торгівлю, і тим самим мінімізувати вплив на ринок. Оскільки вони можуть переводити декілька різних портфелів, вони можуть перетинати замовлення, знижуючи комісійні та обмінні комісії. Крім того, вони можуть мати спеціалістів-трейдерів, які займаються неліквідними цінними паперами. 
Найдовершенішою тенденцією стало усунення всіх конфліктів інтересів, пов'язаних з управлінням перехідною економікою, шляхом "відокремлення" рекомендацій від виконання через використання консультанта з питань переходу або посередництва. Таким чином, єдиний можливий інтерес консультанта полягає в підвищенні продуктивності та зниженні витрат на виконання, а не на тому, що трейдер і радник перебувають під одним дахом. 